# Вулиця Дмитра Загула (Київ)
Ву́лиця Дмитра́ Загу́ла — вулиця в Деснянському районі міста Києва, селище Биківня. Пролягає від Путивльської вулиці до 6-го провулку Садового.

## Історія
Вулиця виникла в 2010-ті роки під проектною назвою Проектна 13076. Назва на честь — українського поета-символіста, перекладача Дмитра Загула — з 2017 року.